# Marginella chalmersi
Marginella chalmersi é uma espécie de gastrópode da família Marginellidae, endémica de São Tomé e Príncipe.